# Tchadorhynchus quentini
Tchadorhynchus quentini är en hakmaskart som beskrevs av Troncy 1970. Tchadorhynchus quentini ingår i släktet Tchadorhynchus och familjen Oligacanthorhynchidae. Inga underarter finns listade i Catalogue of Life.